# Приобретённый иммунитет
Приобретённый иммунитет — способность организма обезвреживать чужеродные и потенциально опасные микроорганизмы (или молекулы токсинов), которые уже попадали в организм ранее. Представляет собой результат работы системы высокоспециализированных клеток (лимфоцитов), расположенных по всему организму. Считается, что система приобретённого иммунитета возникла у челюстноротых позвоночных. Она тесно взаимосвязана с гораздо более древней системой врождённого иммунитета, которая является основным средством защиты от патогенных микроорганизмов у большинства живых существ.
Различают активный и пассивный приобретённый иммунитет. Активный может возникать после перенесения инфекционного заболевания или введения в организм вакцины. Образуется через 1-2 недели и сохраняется годами или десятками лет. Пассивно приобретённый возникает при передаче готовых антител от матери к плоду через плаценту или с грудным молоком, обеспечивая в течение нескольких месяцев невосприимчивость новорожденных к некоторым инфекционным заболеваниям. Такой иммунитет можно создать и искусственно, вводя в организм иммунные сыворотки, содержащие антитела против соответствующих микробов или токсинов (традиционно используют при укусах ядовитых змей).
Как и врождённый иммунитет, приобретённый иммунитет разделяют на клеточный (T-лимфоциты) и гуморальный (антитела, продуцируемые B-лимфоцитами; комплемент является компонентом как врождённого, так и приобретённого иммунитета).

## Три этапа приобретённой иммунной защиты

### Распознаваниеантигенов
Все лейкоциты способны в какой-то мере распознавать антигены и враждебные микроорганизмы. Но специфический механизм распознавания — функция лимфоцитов. Организм производит многие миллионы клонов лимфоцитов, отличающихся рецепторами. Основой вариабельного рецептора лимфоцитов является молекула иммуноглобулина (Ig). Разнообразие рецепторов достигается контролируемым мутагенезом генов рецепторов, а также большим числом аллелей генов, кодирующих разные фрагменты вариабельной части рецептора (см. Соматическая гипермутация, V(D)J-рекомбинация). Таким образом удаётся распознавать не только известные антигены, но также новые, те, которые образуются в результате мутаций микроорганизмов. При созревании лимфоцитов они проходят строгий отбор — уничтожаются предшественники лимфоцитов, вариабельные рецепторы которых воспринимают собственные белки организма (это бо́льшая часть клонов).
T-клетки не распознают антиген как таковой. Их рецепторы распознают лишь изменённые молекулы организма — фрагменты (эпитопы) антигена (для белкового антигена эпитопы имеют размер 8-10 аминокислот), встроенные в молекулы главного комплекса гистосовместимости (МНС II) на мембране антиген-презентирующей клетки (АПК). Презентировать антиген могут как специализированные клетки (дендритные клетки, вуалевидные клетки, клетки Лангерганса), так и макрофаги и B-лимфоциты. MHC II есть только на мембране АПК. B-лимфоциты могут сами распознавать антиген (но лишь при условии его очень высокой концентрации в крови, что встречается редко). В типичном случае B-лимфоциты, как и T-лимфоциты, распознают эпитоп, представленный АПК. Натуральные киллеры (NK-клетки, или большие гранулярные лимфоциты) способны распознавать изменения MHC I (набор белков, присутствующий на мембране ВСЕХ нормальных клеток данного организма) при злокачественных мутациях или вирусной инфекции. Так же эффективно они распознают клетки, поверхность которых лишена или утратила значительную часть МНС I.

### Иммунный ответ
На начальном этапе иммунный ответ происходит при участии механизмов врождённого иммунитета, но позднее лимфоциты начинают осуществлять специфический (приобретённый) ответ. Для включения реакции иммунитета недостаточно простой связи антигена с рецепторами лимфоцитов. Для этого требуется довольно сложная цепь межклеточного взаимодействия. Необходимы клетки-представители антигенов. Такие клетки активируют только определённый клон T-хелперов, имеющий рецептор к определённому виду антигенов. После активации T-хелперы начинают активно делиться и выделять цитокины, с помощью которых активизируются фагоциты и другие лейкоциты, в том числе T-киллеры. Дополнительная активация некоторых клеток иммунной системы происходит при контакте их с T-хелперами. B-клетки (только клона, имеющего рецептор к тому же антигену) при активации размножаются и превращаются в плазматические клетки, которые начинают синтезировать множество молекул, похожих на рецепторы. Такие молекулы называются антителами. Эти молекулы взаимодействуют с антигеном, который активировал B-клетки. В результате этого чужеродные частицы нейтрализуются, становятся более уязвимыми для фагоцитов и т. п. T-киллеры при активации убивают чужеродные клетки. Таким образом, в результате иммунного ответа малочисленная группа неактивных лимфоцитов, встретившая «свой» антиген, активируется, размножается и превращается в эффекторные клетки, которые способны бороться с антигенами и причинами их появления. В процессе иммунного ответа включаются супрессорные механизмы, регулирующие иммунные процессы в организме.

#### Нейтрализация
Нейтрализация — это один из самых простых способов иммунного ответа. В данном случае само связывание антител с чужеродными частицами обезвреживает их. Это работает для токсинов, некоторых вирусов. Например, антитела к наружным белкам (оболочке) некоторых риновирусов, вызывающих простудные заболевания, препятствуют связыванию вируса с клетками организма.

#### Т-киллеры
Т-киллеры (цитотоксические клетки) при активации убивают клетки с чужеродным антигеном, к которому имеют рецептор, вставляя в их мембраны перфорины (белки, образующие широкое незакрывающееся отверстие в мембране) и впрыскивая внутрь токсины. В некоторых случаях Т-киллеры запускают апоптоз заражённой вирусом клетки через взаимодействие с мембранными рецепторами.

### Запоминание контакта с антигенами

Иммунный ответ с участием лимфоцитов не проходит для организма бесследно. После него остаётся иммунная память — лимфоциты, которые будут долгое время (годы, иногда — до конца жизни организма) пребывать в «спящем состоянии» до повторной встречи с тем же антигеном и быстро активируются при его появлении. Клетки памяти образуются параллельно эффекторным клеткам. В клетки памяти преобразуются как T-клетки (Т-клетки памяти), так и B-клетки. Как правило, при первом попадании антигена в организм в кровь выбрасываются в основном антитела класса IgM; при повторном попадании — IgG.